# The Lost Interview Tapes Featuring Jim Morrison Volume One
The Lost Interview Tapes Featuring Jim Morrison Volume One è una raccolta di interviste condotte da Tony Thompson della CBC, ai The doors che discutono sui loro concerti e sulla performance al 'The Ed Sullivan Show e sui loro progetti futuri. Nella raccolta troviamo Jim Morrison che narra un passaggio sulla poesia The Lords And The New Creatures .Sono state registrate nel 1967 alla University of New York e nel 1970 alla Canadian Broadcasting Corporation. L'album è un documento raro e di valore storico perché raccoglie le pochissime interviste e discussioni sopravvissute dei the doors durante l'arco della loro breve carriera con Jim Morrison ancora in vita.

## Tracce
1. 1970 CANADIAN BROADCASTING CORPORATION INTERVIEW 26:49
Un estratto su cosa adorano i giovani
Un passaggio sulla poesia 'The Lords And The New Creatures'
Un commento sul sesso
2. 1967 UNIVERSITY OF NEW YORK AT OSWEGO INTERVIEW 28:22
Un estratto riguardo ad un'introduzione della band The Doors
Un passaggio sul pubblico che balla ai concerti
Un commento sulla performance al 'The Ed Sullivan Show'

## Formazione
- Jim Morrison – voce
- Ray Manzarek – voce
- Robby Krieger – voce
- John Densmore – voce
- Tony Thompson - Intervistatore della CBC